# سيسيل بوثويل
سيسيل بوثويل هو محرر صحفي وسياسي أمريكي، ولد في 16 أكتوبر 1950 في أوك بارك في الولايات المتحدة. نشط حزبياً في الحزب الديمقراطي.